# 長沢彩
長沢 彩（ながさわ あや、本名同じ、1984年8月30日 - ）は、日本の元子役、女性声優、歌手。
『アニメ ブルーナの絵本』のナレーションで知られる。かつてはひまわりキッズに入っていた。

## 人物
1990年代からおもにNHK教育を中心に声優活動を行っていた。ひまわりキッズのメンバーとしても活躍した。『アニメ ブルーナの絵本』のナレーションとして、長い間親しまれた。また、さまざまなCMに登場するミッフィーの声およびナレーションも担当している。2000年代には一時姿を消してしまったが、2011年、GREEの『ミッフィーのおでかけ』のCMで久々にナレーションを担当した。

## 出演

### 劇場アニメ
- MARCO 母をたずねて三千里（フアナ）[2]

### ゲーム
- かえるの絵本 ～なくした記憶を求めて～（ナレーション）

### 吹き替え
- アニメ ブルーナの絵本（ナレーション）[3]
- ブルーナのうさぎのミッフィーちゃん（ナレーション）
- トリプレ - いたずら3つ子ちゃん
- 新マドレーヌ（歌のコーラス）

### コンサート
- すてきなうた だいすき!

### CD・アルバム
- CLAMP学園幼等部（『もこなおうじょのえほん』の朗読）

### CM
- 花キューピット
- ミサワホーム
- あさひ銀行
- GREE

## 歌
- 『タンポポのマンボ』（つボイノリオとのデュエット[4]）
- 『えほんのとびら』（『アニメ ブルーナの絵本』の主題歌）
- 『ミッフィーちゃんのうた』（金子早菜、金子由依との歌唱）
- 『おはなしもひとつ』（『アニメ ブルーナの絵本』の挿入歌）
- 『ぎんいろのこねずみちゃん』（加藤築、ひまわりキッズとの歌唱）